# Глут, Виктор
Виктор Глут (нем. Viktor Gluth; 6 мая 1852, Пльзень — 17 января 1917, Мюнхен) — немецкий композитор и музыкальный педагог.
Учился в Праге у Бедржиха Сметаны, затем в Мюнхене у Йозефа Райнбергера. Некоторое время работал в Мюнхене как дирижёр, осуществив, в частности, первое представление в Мюнхене оперы своего учителя Сметаны «Проданная невеста». С 1883 года преподавал композицию и фортепиано в Мюнхенской королевской музыкальной академии, с 1912 г. и до конца жизни один из её руководителей. Среди его учеников, в частности, Бруно Барилли, Янко Биненбаум, Ойген Папст, Хуго Райхенбергер, Ханс Рор, Макс Эттингер, а также племянник Глута Ярослав Вогель.
Важнейшие сочинения Глута — его оперы: «Гаммельнский крысолов» (нем. Der Rattenfänger von Hameln; 1878, либретто К. А. Гернера), «Златорог» (нем. Der Trentajäger; 1885, вторая редакция 1910, либретто Р. Баумбаха) и «Хоранд и Хильда» (нем. Horand und Hilde; 1901), последнюю специалисты сопоставляют с «Гунтрамом» Рихарда Штрауса. Глуту принадлежат также оркестровые и фортепианные сочинения, песни.
С 1880 г. был женат на Марии Глут-Кислинг (нем. Marie Gluth-Kiesling; 1855—1920), артистке оперетты, в 1878—1882 гг. выступавшей в мюнхенском Театре на Гертнерплац, где Глут в этот период работал дирижёром. Их сын — писатель Оскар Глут.